# Kazimierz Adam Dzieduszycki
Kazimierz Adam Fryderyk Dzieduszycki herbu Sas (ur. 5 marca 1812, zm. 30 grudnia 1885 we Lwowie) – hrabia, ziemianin, właściciel dóbr Niesłuchów w powiecie Busk i części Rzepninowa, podporucznik 3 Pułku Strzelców Konnych w 1831, członek Stanów Galicyjskich z grona magnatów w 1845, poseł do Sejmu Krajowego Galicji I kadencji (1861-1867) oraz Rady Państwa I kadencji (wybrany w I kurii obwodu Złoczów, z okręgu wyborczego Złoczów). 
Syn Jędrzeja i Antoniny z Gromnickich h. Prawdzic. Mąż Róży z Boguszewiczów-Matkowskich h. Sas. Ojciec Stanisława Kostki i Tadeusza Piotra.